# Mihai Cristian Dascălu
Mihai Cristian Dascălu (n. 14 octombrie 2004, București, România) este un model, cântăreț și antreprenor român.

## Biografie
Mihai Dascălu a început să activeze în industria modei de la o vârstă fragedă și a participat la competiții internaționale, fiind premiat cu titlul de Photogenic Winner la Teen Star International în Thailanda.
În 2023, a fondat agenția și școala de modeling DMC Models, dedicată formării tinerelor talente din România.
Pe plan muzical, a lansat piesa de debut Spune-mi Tu în 2024.

## Premii și competiții

### Teen Star International
La Teen Star International, Mihai Cristian Dascălu fost distins cu premiul Photogenic Winner.

Mihai Cristian Dascălu la Teen Star International, Thailanda